# ARMA 2: Operation Arrowhead
<reb></reb>
ARMA 2: Operation Arrowhead (estilizado ArmA II: Operation Arrowhead, muitas vezes abreviado de ARMA 2: OA) é um pacote de expansão standalone do simulador militar, desenvolvido pela Bohemia Interactive Studio, ARMA 2. O jogo inclui três mapas multi-player, novos veículos, facções e campanhas além disso.

## Jogabilidade
Em ArmA II: Operation Arrowhead, o jogador pode assumir o papel de vários tipos de trabalhos militares, desde infantaria até comandante de um tanque ou piloto de um helicóptero de combate. Em certos cenários, o jogador pode controlar unidades como se estivesse jogando um jogo de estratégia em tempo real. Jogadores podem realizar várias atividades que um soldado real realizaria em combate. Além das campanhas, jogadores podem participar de mini-missões e participar de simulações de treinamento.

## História
Operation Arrowhead se passa em um país ficcional chamado Takistan e se passa no então futuro verão de 2012; aproximadamente três anos depois do conflito de Chernaurus que aconteceu em ARMA 2. Na campanha de um jogador, forças armadas dos Estados Unidos são enviadas ao Takistan para remover o governo ditatorial. Jogadores podem realizar tarefas secundárias, permitindo múltiplos fins.

## DayZ
No início de 2012 um mod chamado DayZ foi criado. Essa modificação contendo zumbis e um sistema médico foi um grande sucesso na comunidade de ARMA 2, além de ter tido uma grande influência nas vendas do jogo oficial.